# Arbeitskreis Volkstreuer Verbände
Der Arbeitskreis Volkstreuer Verbände (AVV) war eine Dachorganisation verschiedener rechtsextremer Verbände, mit wichtiger integrativer Funktion im rechtsextremen Lager Westdeutschlands; er bestand von 1965 bis 1979.

## Geschichte
Gegründet wurde der Arbeitskreis Volkstreuer Verbände 1965 von Herbert Böhme und Mitarbeitern des Deutschen Kulturwerks Europäischen Geistes. Böhme leitete den AVV bis zu seinem Tod 1971. Danach übernahm Alfred E. Manke die Führung. Der Arbeitskreis verlor in den 1970er Jahren zunehmend seine integrative Bedeutung. Reste des Arbeitskreises nannten sich Ende 1979 in Naturpolitischer Volksbund um. 
Laut Wolfgang Benz gehörten achtzehn Organisationen dem Arbeitskreis an, darunter die Aktion Oder-Neiße, der Bund Heimattreuer Jugend, der Jugendbund Adler, der Stahlhelm, Bund der Frontsoldaten, das „Deutsche Kulturwerk Europäischen Geistes“ und die Deutsche Gemeinschaft. Ein anderer Extremismusforscher, Patrick Moreau, schrieb, dass die AVV 1971 aus 16 Organisationen bestand, die zirka 3.500 Mitglieder repräsentierte.